# Steinunn Þóra Árnadóttir

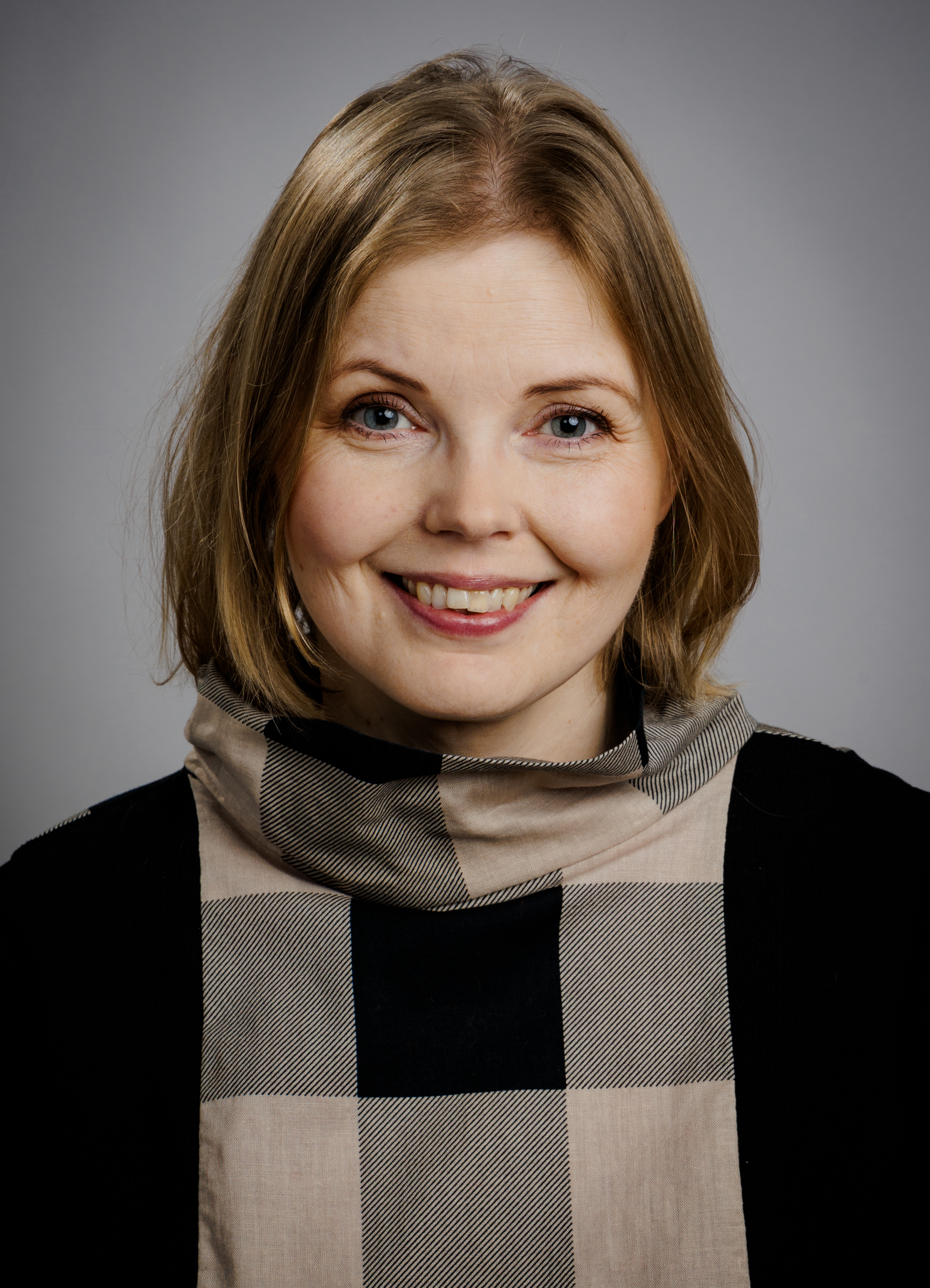
Steinunn Þóra Árnadóttir, 2021

Steinunn Þóra Árnadóttir (deutsche Transkription Steinunn Thora Arnadottir, * 18. September 1977 in Neskaupstaður) ist eine isländische Politikerin (Links-Grüne Bewegung). Seit 2016 gehört sie dem isländischen Parlament Althing an.

## Leben
Steinunn Þóra hat einen BA in Anthropologie und einen MA in Disability Studies (isländisch fötlunarfræði), beide von der Universität Island. Sie war Vorstandsmitglied der Isländischen MS-Gesellschaft und des Isländischen Behindertenverbands. Von 2003 bis 2005 gehörte sie auch dem Vorstand der Links-Grünen Bewegung in Reykjavík an.
Nachdem Árni Þór Sigurðsson auf den 18. August 2014 aus dem isländischen Parlament Althing zurücktrat, nahm Steinunn Þóra seinen Sitz für den Wahlkreis Reykjavík-Nord ein. Von 2014 bis 2015 war sie Mitglied des Parlamentsausschusses für die Wohlfahrt, von 2015 bis 2016 des Ausschusses für auswärtige Angelegenheiten. Sie trat erfolgreich zur vorgezogenen Parlamentswahl vom 29. Oktober 2016 an, ebenfalls für den Wahlkreis Reykjavík-Nord. Auch 2017 und 2021 konnte sie ihren Sitz verteidigen. Mit Stand von Ende 2022 ist sie stellvertretende Vorsitzende des Verfassungs- und Aufsichtsausschusses und Mitglied des Ausschusses für Wirtschaftsangelegenheiten und Handel sowie des Zukunftsausschusses. Von 2017 bis 2021 gehörte Steinunn Þóra der isländischen Delegation im Nordischen Rat an. Sie ist seit 2021 Vorsitzende der isländischen Delegation im Westnordischen Rat, den sie für die Periode 2022/2023 präsidierte.
Steinunn Þóra Árnadóttir hat angekündigt, nicht zur Parlamentswahl vom 30. November 2024 anzutreten.